# Saint-Aignan-sur-Ry
Saint-Aignan-sur-Ry és un municipi francès situat al departament del Sena Marítim i a la regió de Normandia. L'any 2007 tenia 294 habitants.

## Demografia

### Població
El 2007 la població de fet de Saint-Aignan-sur-Ry era de 294 persones. Hi havia 100 famílies de les quals 16 eren unipersonals (8 homes vivint sols i 8 dones vivint soles), 32 parelles sense fills, 40 parelles amb fills i 12 famílies monoparentals amb fills.
La població ha evolucionat segons el següent gràfic:
Habitants censats

### Habitatges
El 2007 hi havia 112 habitatges, 105 eren l'habitatge principal de la família, 3 eren segones residències i 4 estaven desocupats. Tots els 112 habitatges eren cases. Dels 105 habitatges principals, 90 estaven ocupats pels seus propietaris, 14 estaven llogats i ocupats pels llogaters i 1 estava cedit a títol gratuït; 1 tenia una cambra, 2 en tenien dues, 12 en tenien tres, 19 en tenien quatre i 70 en tenien cinc o més. 90 habitatges disposaven pel capbaix d'una plaça de pàrquing. A 36 habitatges hi havia un automòbil i a 63 n'hi havia dos o més.

### Piràmide de població
La piràmide de població per edats i sexe el 2009 era:
| Homes | Edats   | Dones |
| ----- | ------- | ----- |
| 0     | 95 o +  | 0     |
| 4     | 90 a 94 | 0     |
| 0     | 85 a 89 | 0     |
| 0     | 80 a 84 | 0     |
| 8     | 75 a 79 | 0     |
| 4     | 70 a 74 | 8     |
| 0     | 65 a 69 | 4     |
| 4     | 60 a 64 | 0     |
| 4     | 55 a 59 | 4     |
| 4     | 50 a 54 | 16    |
| 16    | 45 a 49 | 12    |
| 16    | 40 a 44 | 0     |
| 4     | 35 a 39 | 24    |
| 16    | 30 a 34 | 8     |
| 4     | 25 a 29 | 16    |
| 8     | 20 a 24 | 8     |
| 12    | 15 a 19 | 4     |
| 16    | 10 a 14 | 20    |
| 16    | 5 a 9   | 8     |
| 16    | 0 a 4   | 0     |

## Economia
El 2007 la població en edat de treballar era de 206 persones, 160 eren actives i 46 eren inactives. De les 160 persones actives 144 estaven ocupades (76 homes i 68 dones) i 15 estaven aturades (10 homes i 5 dones). De les 46 persones inactives 16 estaven jubilades, 17 estaven estudiant i 13 estaven classificades com a «altres inactius».

### Ingressos
El 2009 a Saint-Aignan-sur-Ry hi havia 105 unitats fiscals que integraven 292 persones, la mediana anual d'ingressos fiscals per persona era de 19.187 €.

### Activitats econòmiques
Dels 7 establiments que hi havia el 2007, 1 era d'una empresa alimentària, 1 d'una empresa de construcció, 2 d'empreses de comerç i reparació d'automòbils, 1 d'una empresa de transport i 2 d'empreses de serveis.
Dels 2 establiments de servei als particulars que hi havia el 2009, 1 era un taller de reparació d'automòbils i de material agrícola i 1 fusteria.
L'any 2000 a Saint-Aignan-sur-Ry hi havia 16 explotacions agrícoles que ocupaven un total de 616 hectàrees.

## Equipaments sanitaris i escolars
El 2009 hi havia una escola elemental integrada dins d'un grup escolar amb les comunes properes formant una escola dispersa.

## Poblacions més properes
El següent diagrama mostra les poblacions més properes.